# Йордан Гюлемезов
Йордан Милев Гюлемезов е български печатар и политик от БКП.

## Биография
Роден е на 27 март 1880 г. в Брезник. Членува в БРСДП от 1897 г. Работи като словослагател от 17 годишен в Софийската държавна печатница. Участва активно в стачките на печатарите и железничарските работници. През 1906 г. заедно с други съмишленици организира Пернишката стачка. От 1910 до 1921 г. е секретар на Софийската работническа печатарска секция. Редактира в. „Печатар“. По време на Първата световна война е осъден за антивоенна дейност. От 1921 до 1923 г. е секретар на Съюза на работниците от графическото производство. Секретар на НРПС в периода 1926 – 1936 г. В периода 1932 – 1939 г. е член на ЦК на БКП. Арестуван и интерниран за комунистическа дейност. В периода 1950 – 1971 г. е член на Президиума на Народното събрание. Член е на ЦС на Българските професионални съюзи. Между 1954 и 1976 г. отново е член на ЦК на БКП. Награждаван е със званието „Заслужил полиграфист“, „Народен полиграфист“ (1981), „Герой на социалистическия труд“ (указ № 537 от 7 септември 1964), „Герой на Народна република България“ (1970) и носител на 6 ордена „Георги Димитров“ (1955, 1959, 1963, 1965, 1970, 1980)